# Ressources naturelles d'Azerbaïdjan

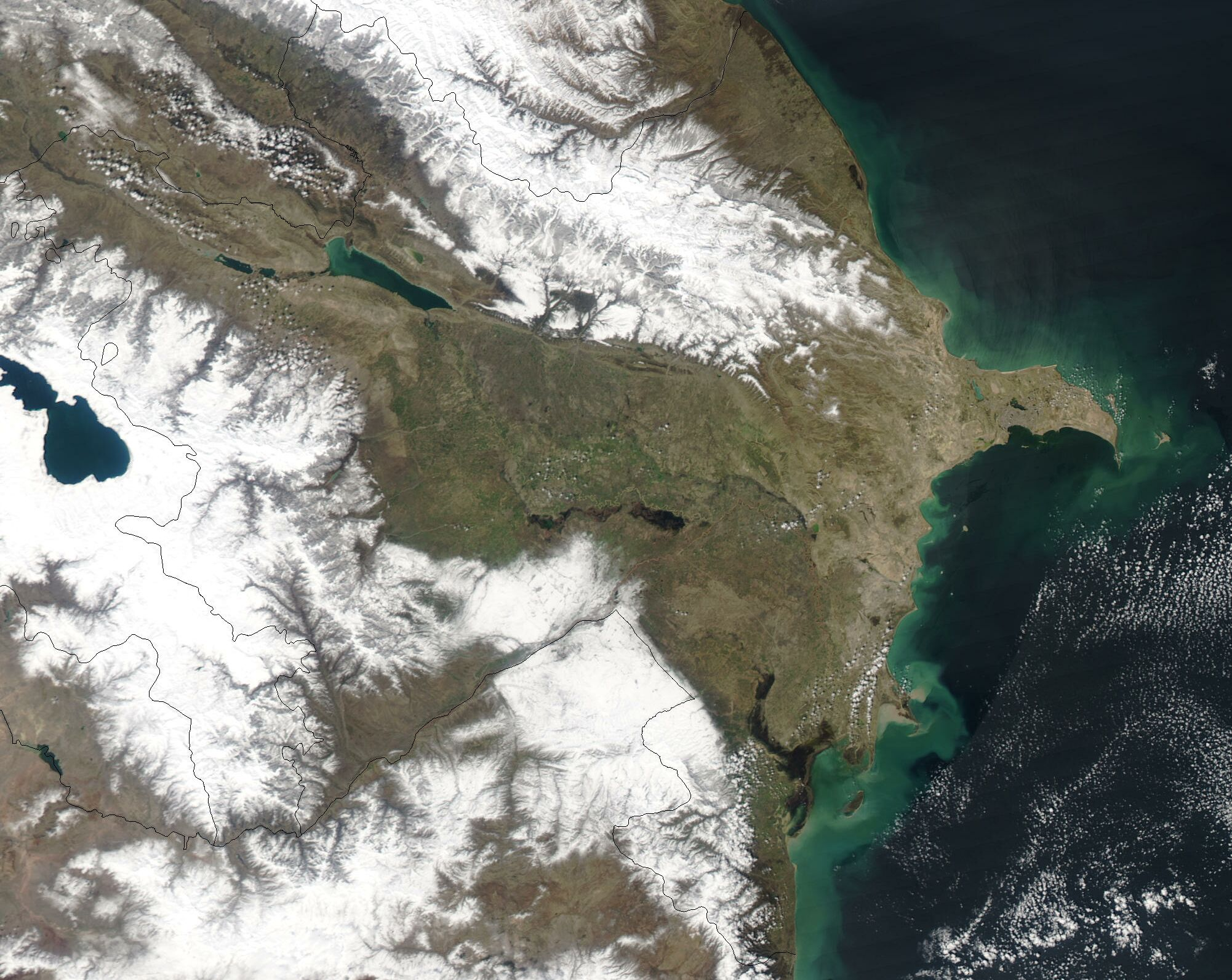
Neiges, lacs et mer Caspienne en mars 2003.

L'Azerbaïdjan est un pays avec des conditions naturelles très favorables et des ressources naturelles riches,,.

## Réserve naturelle

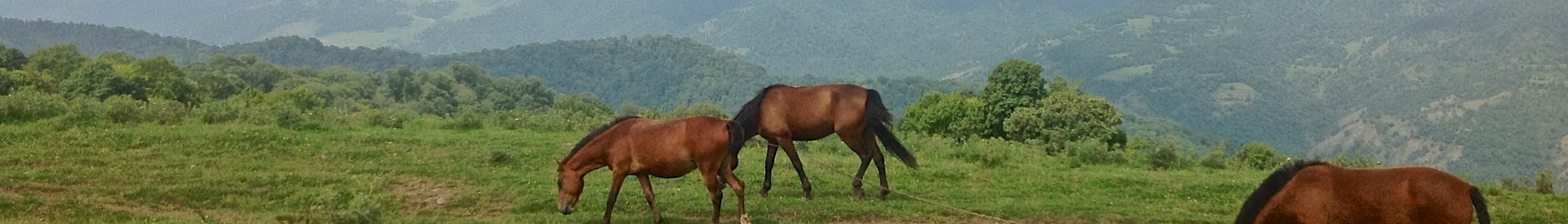
Parc national de Göygöl.

Parc national de Göygöl, première zone de protection de l'Azerbaïdjan, a été créée en 1925. Les réserves de Guizilagac et de Zagatala en 1929 et la réserve d’Hirkan ont été créées en 1936. Quatre réserves ont fonctionné jusqu'en 1958. Le processus de réserve les établissements se sont activement poursuivis de 1958 à 1990. La réserve d'État d'Altiagac a été créée en 1990. De même que Chakhbouz en 2003, Eldar Chami en 2004, les Volcans de boue de Bakou et Abcheron en 2007 et la réserve de Kortchay en 2008. Parallèlement, la réserve de Turyantchay, Pirgoulou, Ilisou, Gara-Yaz, Ismayilli en 2003 et les réserves de l’État de Zagatala ont été agrandies en 2008.
Les réserves naturelles comprennent les ressources halieutiques de la mer Caspienne, les rivières, les réservoirs d'eau, principalement les différentes espèces d'animaux dispersés dans les zones montagneuses, des reptiles dans les plaines (en particulier la vipère du Caucase, qui a un poison très précieux), de nombreux oiseaux, etc. 

## Les volcans de boue
Article principal: Volcans de boue en Azerbaïdjan

Volcans de boue de Gobustan

L'Azerbaïdjan est connu comme une zone de développement unique et classique de volcans de boue sur Terre. Les 344 des 2000 volcans de boue connus sur Terre sont situés à l'est de l'Azerbaïdjan et à la frontière de la mer Caspienne. La plupart des volcans de boue s'étendent sur Bakou et la péninsule d'Abcheron, et certains d'entre eux ont été formés comme monument naturel.
Les volcans de boue jouent un rôle important dans la mise en place de puits d'exploration de champs de pétrole et de gaz sans coûts d'arpentage supplémentaires. De plus, les argiles volcaniques de boue sont considérées comme des minéraux utiles et importants. En outre, la boue volcanique est utilisée avec succès dans le traitement de nombreuses maladies - système nerveux, articulations de la peau et des os. Dans le même temps, les volcans sont importants en termes de prédiction d'événements tels que les événements sismiques et les tremblements de terre,,.  

## Ressources en eau

### Réservoirs d'eau
Il y a 61 réservoirs (chacun ayant une capacité de 1 million de m3) disponibles en Azerbaïdjan. Le volume total des réservoirs d'eau est de 21,5 km3. Les réservoirs d'eau sont construits sur le lit de la rivière et au-delà (à distance de la rivière). La plupart des réservoirs sont réglementés en fonction des saisons et utilisés à des fins d'irrigation.
Le plus grand réservoir de Mingatchevir de la république a commencé à être exploité en 1953 et est exploité dans un régime pluriannuel, le débit du fleuve Koura est complètement régulé dans son aval et les inondations sont évitées.

### Rivières
Article principal : Liste des cours d'eau de l'Azerbaïdjan
Le réseau fluvial de la République compte plus de 8350 rivières, dont deux de plus de 500 km, la longueur des 22 rivières est comprise entre 101 et 500 km, la longueur des 324 rivières est comprise entre 11 et 100 km et la longueur des rivières majoritaires est inférieure à 10 km.
Le système fluvial de la République comprend le fleuve Koura et ses branches, ainsi que des rivières dirigées vers la mer Caspienne.
Le fleuve Koura est la principale source d'eau et d'artère de l'Azerbaïdjan. La voie fluviale du fleuve traverse la Turquie, la Géorgie et l’Azerbaïdjan. La superficie cumulée du bassin du fleuve est de 188 000 km2, qui, sur 58 000 km2 ou 31% de la superficie, appartient à l’Azerbaïdjan. 
La rivière Araxe, le deuxième plus grand cours d'eau de la République et le bras droit du fleuve Koura, partent du territoire turc, et constituent une frontière entre la Turquie et l’Arménie, la Turquie et l’Azerbaïdjan et l’Iran et l’Azerbaïdjan. La superficie cumulée du bassin de la rivière Araxe est de 102 000 km2, dont 18 740 km2, soit 18% de la superficie du fleuve, appartiennent à l’Azerbaïdjan.
Le système fluvial de la république se compose de trois groupes : les cours d'eau transfrontaliers, frontaliers et locaux. Les cours d'eau transfrontaliers (traversant deux ou plusieurs pays) comprennent le Koura, le Ganikh (Alazan), le Gabirri (Iori), le Khrami, l'Arpatchay et d'autres. Les rivières frontalières (situées entre deux pays ou plus) comprennent Araxe, Samour, Bolgartchay et d’autres. Les rivières locales se forment et coulent sur le territoire de la République.
La zone de collecte de l'eau est alimentée par deux grands cours d'eau de la République (Koura et Araxe), 12 rivières moyennes et d'autres petites rivières. Seules quatre des rivières locales (Pirsaat, Hekeritchay, Tertertchay et Kurektchay) peuvent être considérées comme des rivières moyennes.
Les rivières de montagne qui jaillissent du versant sud du grand Caucase (Balakantchay, Talatchay, Kurmuktchay, Kichtchay, Turyantchay, Goytchay, Girdimantchay, etc.) sont les branches gauches du fleuve Koura, cependant, coulant du versant nord-est (Goussartchay, Gudyaltchay, Garatchay, Valvalatchay, etc.) et les rivières Goboustan (Sumgayitchay, Pirsaat, etc.) sont les rivières dirigées vers la mer Caspienne. De plus, les rivières qui jaillissent du versant nord-est du petit Caucase (Zeyamtchay, Chamkirtchay, Gochagatchay, Gandjatchay, Kurektchay, etc.) provenant du Karabagh (Khatchinchay, Tertertchay, Gargartchay, etc.) sont les branches droites du Koura, cependant, les rivières qui jaillissent du versant sud-ouest du petit Caucase (Hekeritchay, Gouroutchay, Kondalantchay, etc.) sont les branches de gauche de la rivière Araxe qui coule de la chaîne de Zangazur (Nakhitchevan, Alindjatchay, Gilantchay, etc.).
Les rivières de Lankaran (Lankarantchay, Tenghertchay, Astaratchay et etc.) sont les rivières dirigées vers la mer Caspienne.

### Lacs
En Azerbaïdjan, on a recensé 450 lacs d'une superficie totale de 395 km2, où 10 lacs ont une superficie de plus de 10 km2.
Le plus grand lac de la République est le lac Sarisou, situé dans la plaine du Koura-Araxe (superficie de 65,7 km2, volume d'eau: 59,1 millions de m3). Le plus haut lac montagneux de la République est Toufangol (superficie de 0,01 km2, volume de 0,11 million de m3) situé dans le bassin de Damiraparantchay et à une hauteur de 3277 m. Le célèbre lac Goygol est l'un des lacs les plus attrayants de la République. Le lac a été formé dans le cours moyen d'Aghsutchay après un fort séisme en 1139.

## Galerie

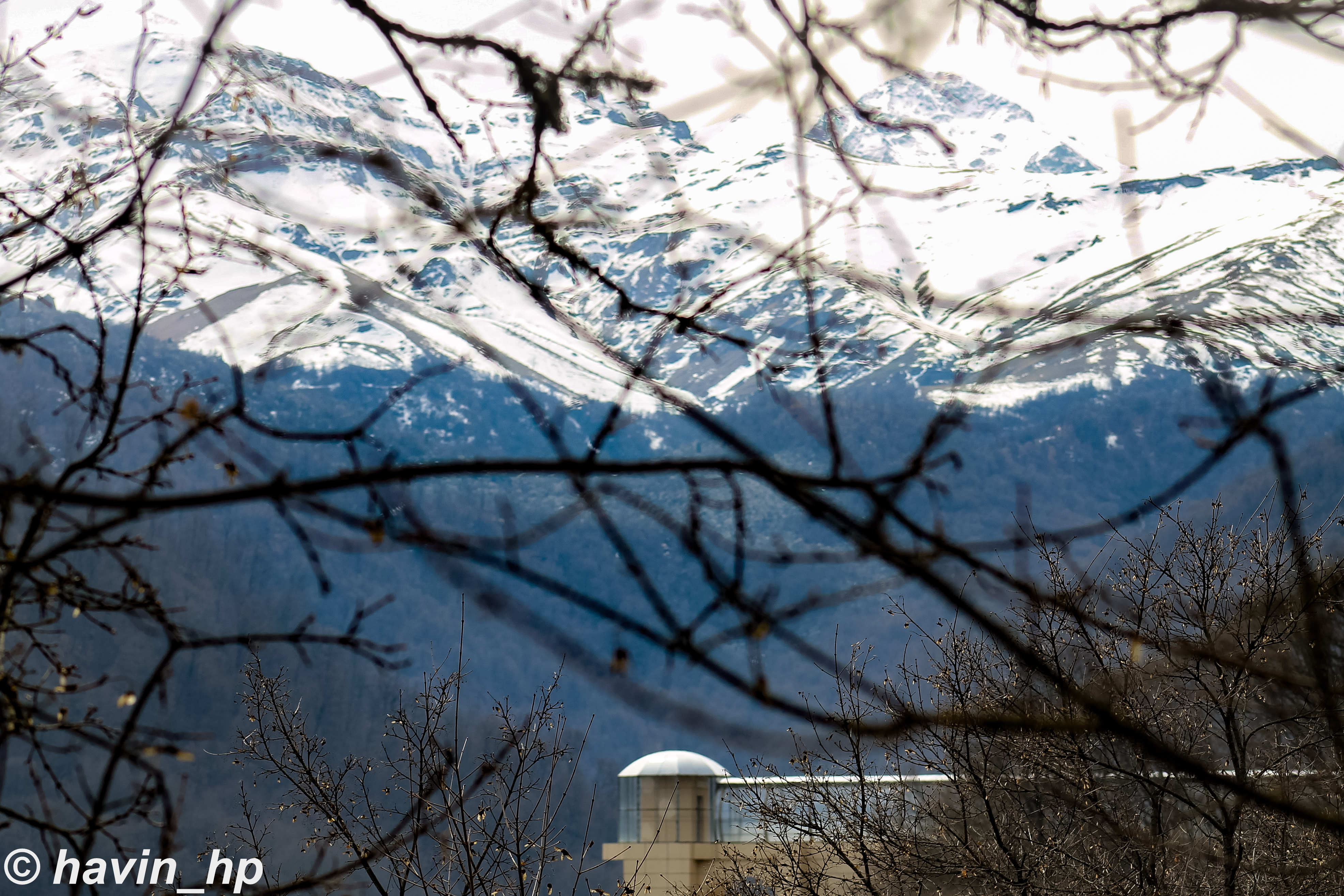
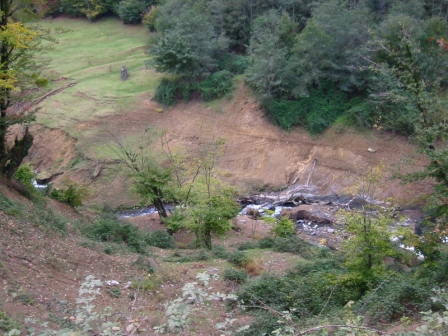
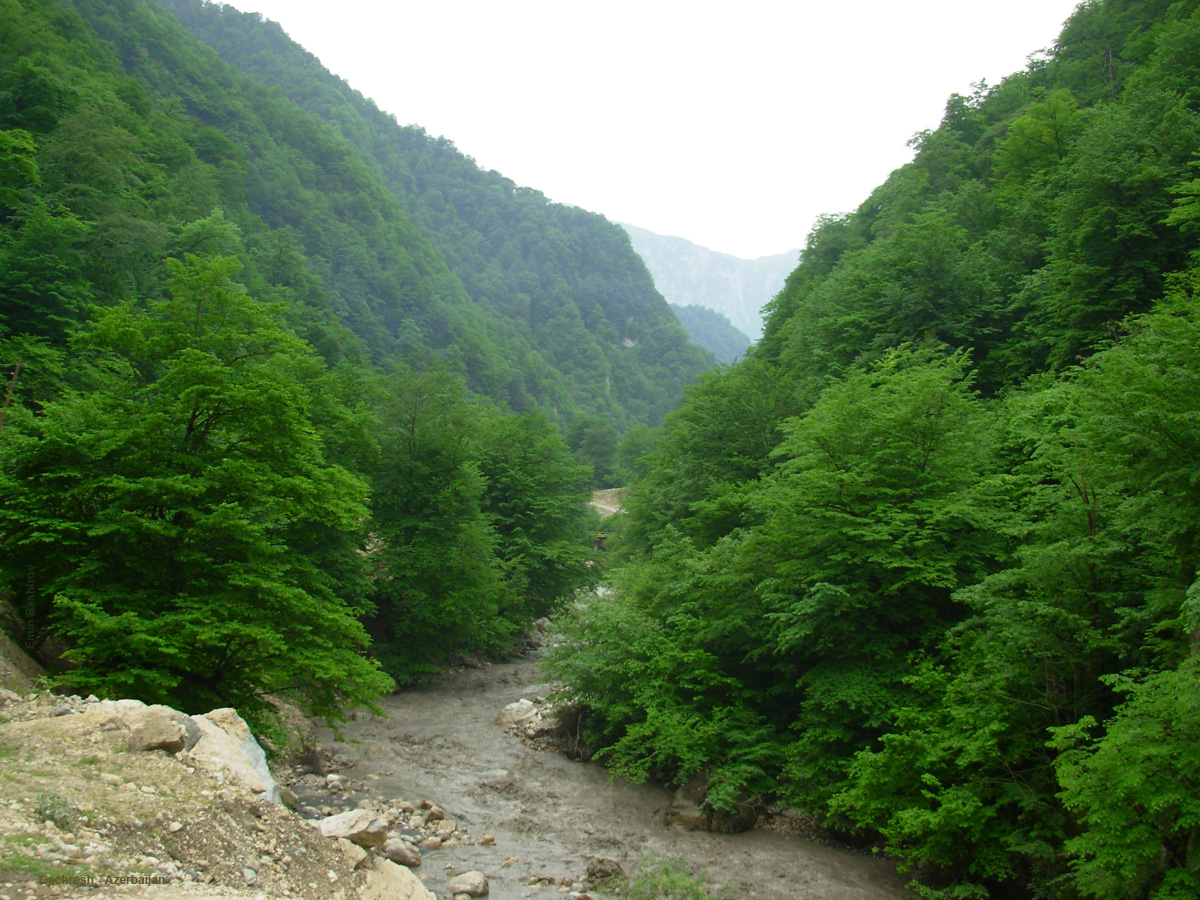
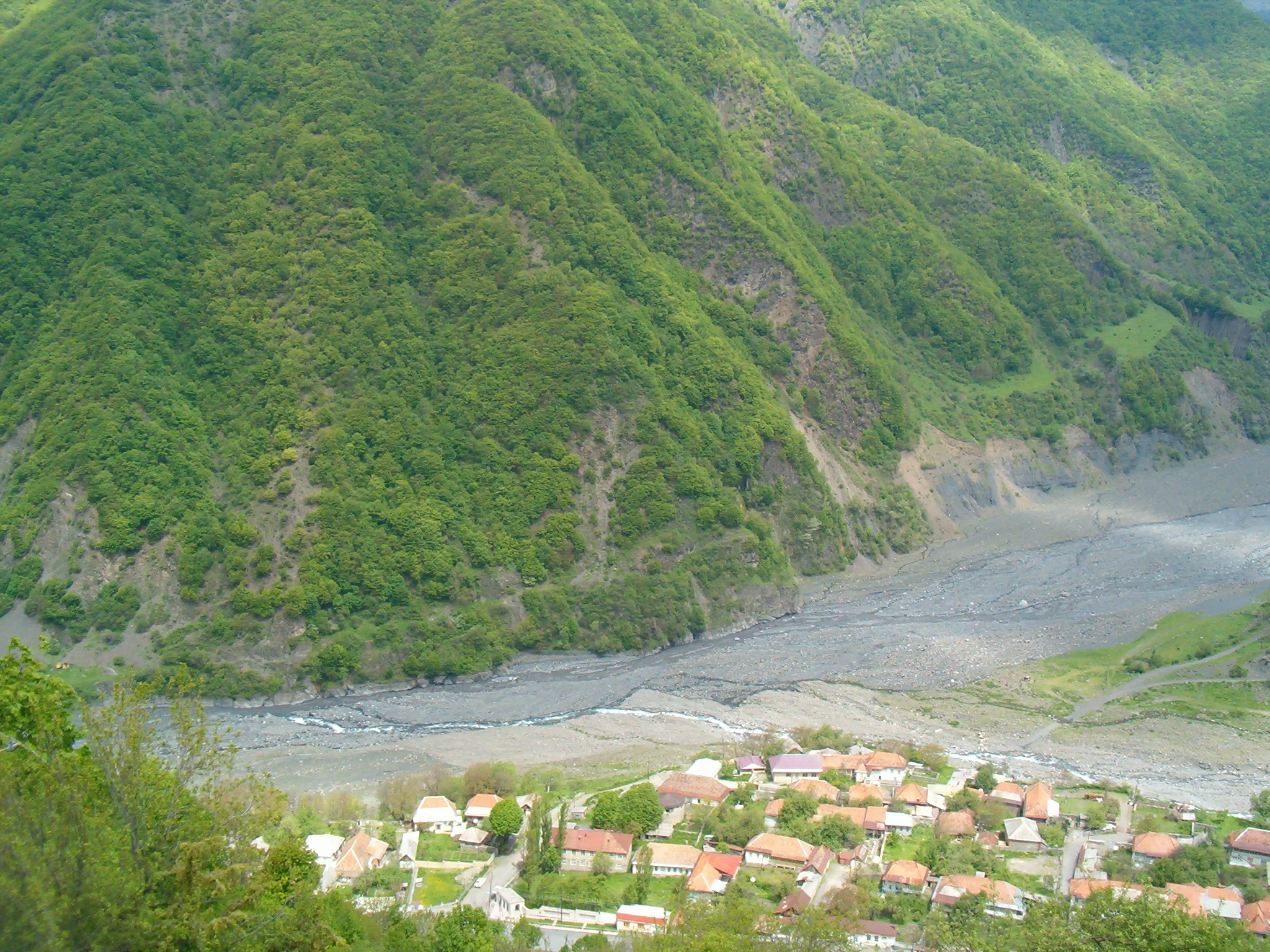
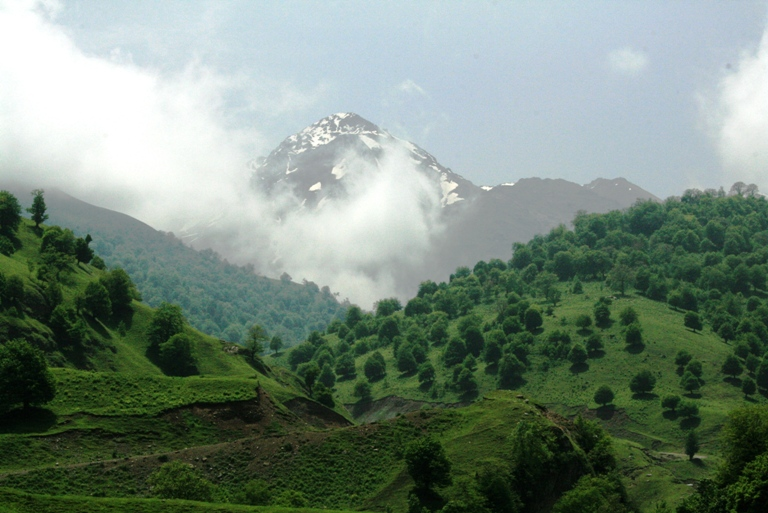
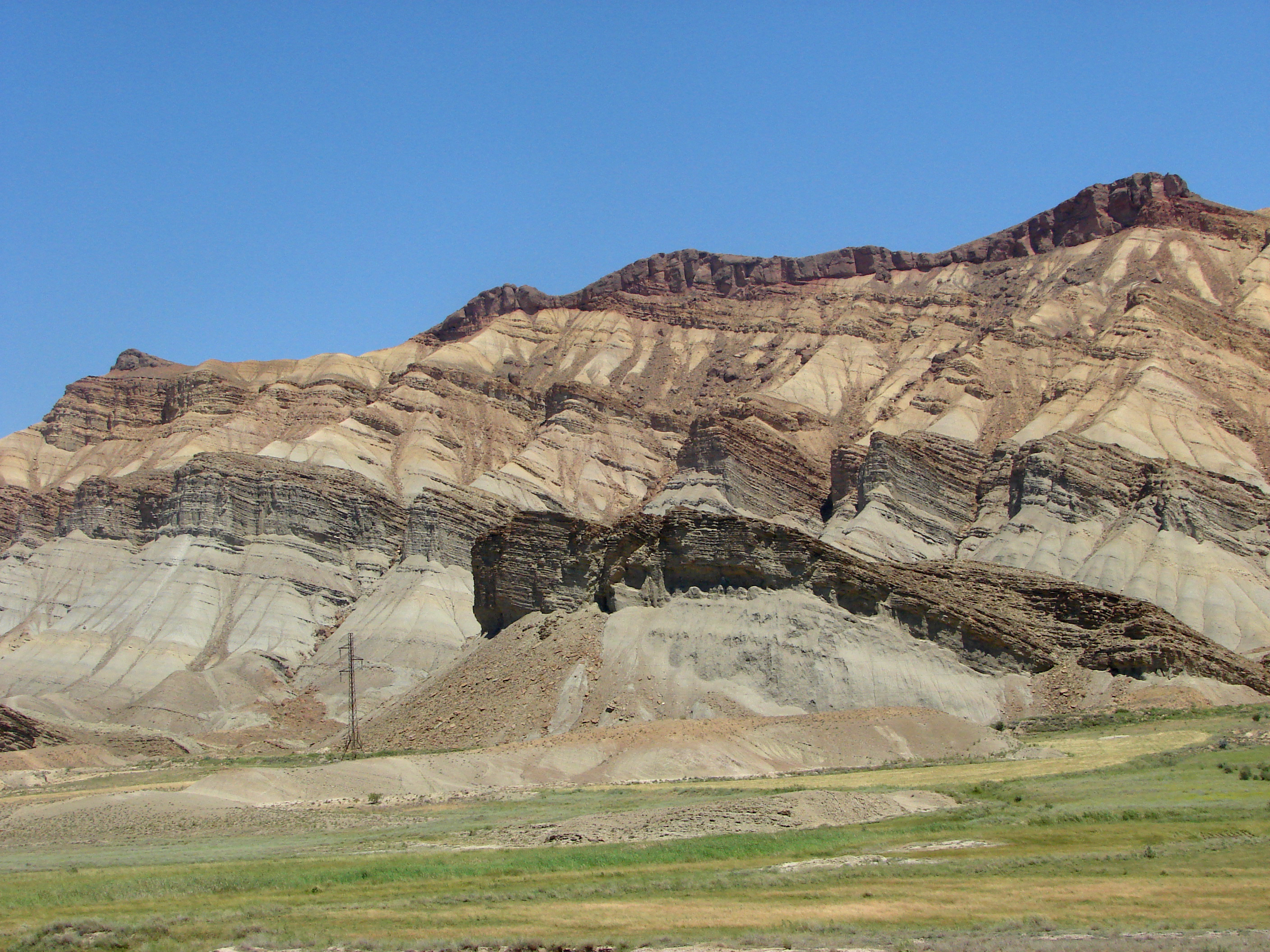
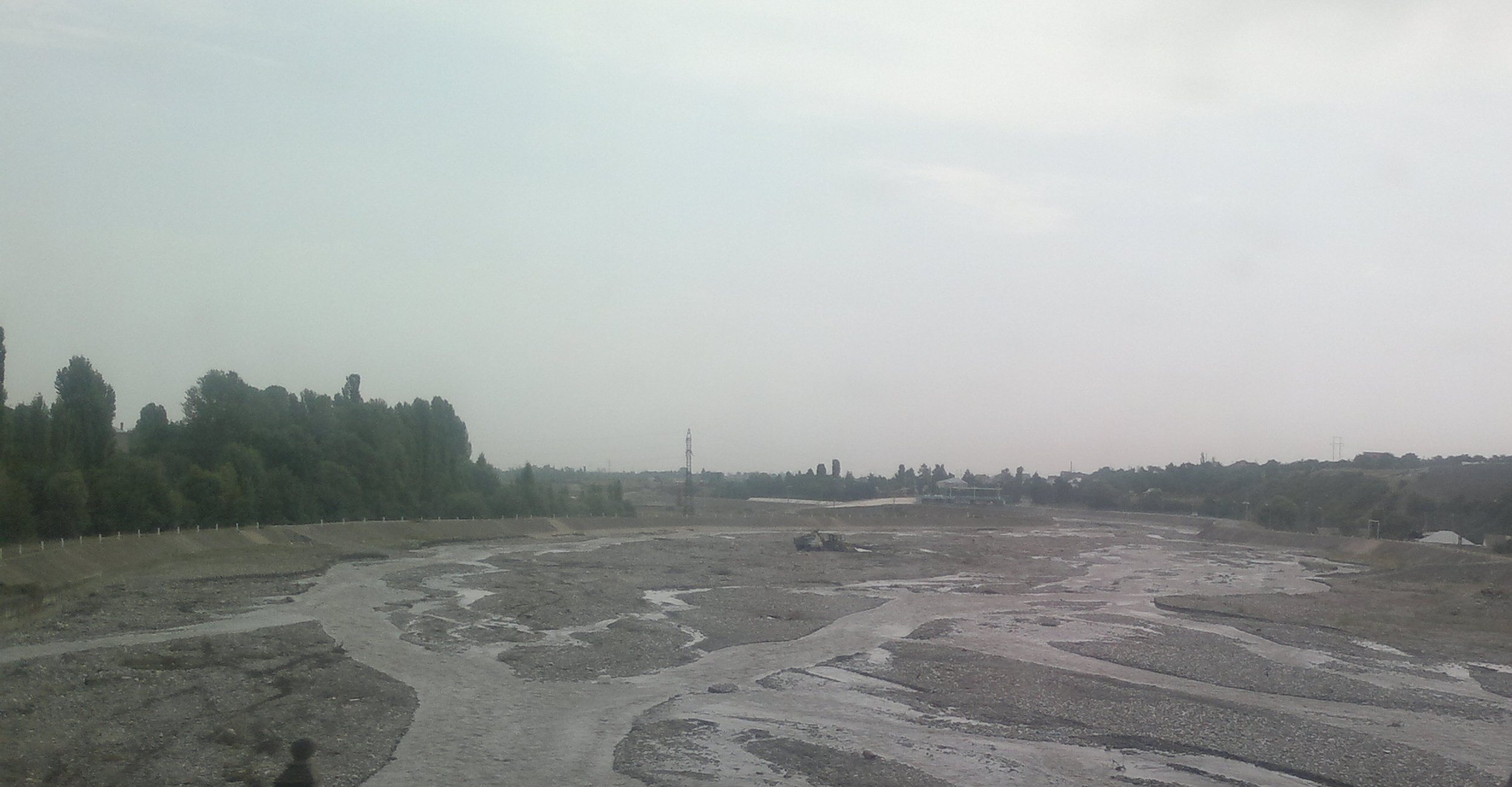
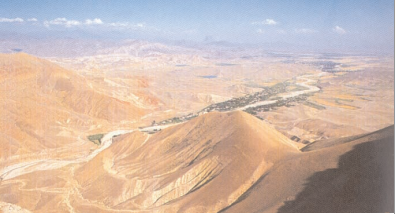